# 神奈川県庁

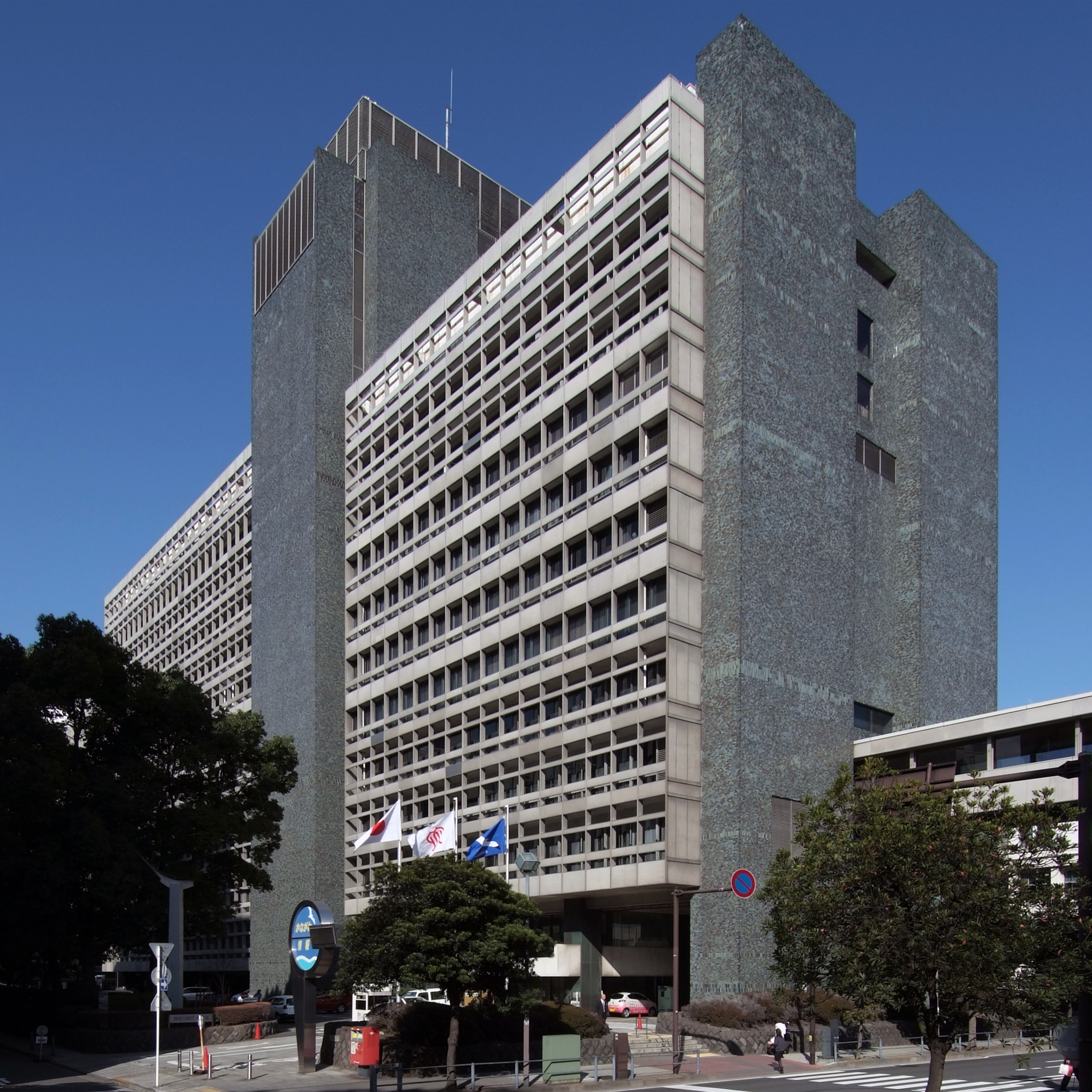
神奈川県新庁舎

神奈川県庁（かながわけんちょう、英: Kanagawa Prefectural Government）は、地方公共団体である神奈川県の行政機関。
1868年（慶応4年）4月11日、横浜裁判所を設置。同年5月12日、横浜裁判所を神奈川裁判所に改称する。同年8月5日、神奈川府が設置される、同年11月5日に神奈川県と改称し、行政を司る組織として神奈川県庁が設置される。

## 組織
知事
- 副知事
  - 知事部局
    - 政策局
      - 知事室
      - いのち・未来戦略本部室
      - 総務室
      - 政策部
        - 総合政策課
        - 土地水源対策課
          - 水政室

        - 情報公開公聴課
        - NPO協働推進課
        - 政策法務課

      - 自治振興部
        - 市町村課
        - 広域連携課
        - 地域政策課

      - 基地対策部
        - 基地対策課

    - 総務局
      - 総務室
      - デジタル戦略本部室
      - 組織人材部
        - 人事課
        - 行政管理課
        - 職員厚生課
        - 文書課

      - 財政部
        - 財政課
        - 税制企画課
        - 税務指導課

      - 財産経営部
        - 財産経営課
        - 庁舎管理課

    - くらし安全防災局
      - 総務室
      - 防災部
        - 危機管理防災課
        - 消防保安課

      - くらし安全部
        - くらし安全交通課
        - 消費生活課

    - 国際文化観光局
      - 総務室
        - 国際課
        - 文化課
        - 観光課

    - スポーツ局
      - 総務室
      - スポーツ課

    - 環境農政局
      - 総務室
      - 環境部
        - 環境計画課
        - 大気水質課
        - 資源循環推進課

      - 緑政部
        - 自然環境保全課
        - 水源環境保全課
        - 森林再生課

      - 農政部
        - 農政課
        - 農業振興課
        - 農地課
        - 畜産課
        - 水産課

    - 福祉子どもみらい局
      - 総務室
      - 共生推進本部室
      - 子どもみらい部
        - 次世代育成課
        - 子ども家庭課
        - 青少年課
        - 私学振興課

      - 福祉部
        - 地域福祉課
        - 高齢福祉課
        - 障害福祉課
        - 障害サービス課
        - 生活援護課

    - 健康医療局
      - 総務室
      - 医療危機対策本部室
        - 県立病院課

      - 保健医療部
        - 医療課
        - 医療保険課
        - 健康増進課
        - がん・疾病対策課

      - 生活衛生部
        - 生活衛生課
        - 薬務課

    - 産業労働局
      - 総務室
        - 計量検定所

      - 産業部
        - 産業振興課
        - 企業誘致・国際ビジネス課
        - エネルギー課

      - 中小企業部
        - 中小企業支援課
        - 商業流通課
        - 金融課

      - 労働部
        - 雇用労政課
        - 産業人材課

    - 県土整備局
      - 総務室
      - 事業管理部
        - 県土整備経理課
        - 建設業課
        - 用地課

      - 都市部
        - 都市計画課
        - 技術管理課
        - 環境共生都市課
        - 交通企画課
        - 都市整備課
        - 都市公園課

      - 道路部
        - 道路企画課
        - 道路管理課
        - 道路整備課

      - 河川下水道部
        - 河港課
        - 砂防課
        - 下水道課

      - 建築住宅部
        - 住宅計画課
        - 公共住宅課
        - 建築指導課
        - 建築安全課
        - 営繕計画課

  - 会計管理者
    - 会計局
      - 会計課
      - 指導課
      - 調達課

  - 公営企業管理者
（企業庁）
    - 企業局
      - 総務室
      - 財務部
        - 財務課
        - 会計課
        - 財産管理課
        - 情報管理課

      - 水道部
        - 経営課
        - 計画課
        - 水道施設課
        - 浄水課

      - 利水電気部
        - 利水課
        - 発電課

  - 行政委員会
    - 教育委員会
      - 教育局
        - 総務室
        - 行政部
          - 行政課
          - 財務課
          - 教育施設課
          - 教職員企画課
          - 教職員人事課
          - 厚生課
          - インクルーシブ教育推進課

        - 指導部
          - 高校教育課
            - 高校教育企画室

          - 保健体育課

        - 支援部
          - 子ども教育支援課
          - 学校支援課
          - 特別支援教育課

        - 生涯学習部
          - 生涯学習課
          - 文化遺産課

      - 教育機関
        - 県立図書館
        - 川崎図書館
        - 金沢文庫
        - 近代美術館
        - 総合教育センター
        - 歴史博物館
        - 生命の星・地球博物館
        - 高等学校(138)
        - 中等教育学校(2)
        - 特別支援学校(29)

    - 人事委員会
      - 人事委員会事務局
        - 総務課
        - 給与公平課

    - 監査委員
      - 監査事務局
        - 総務課
        - 監査課

    - 労働委員会
      - 労働委員会事務局
        - 審査調整課

    - 選挙管理委員会
    - 収用委員会
    - 神奈川海区漁業調整委員会
    - 内水面漁場管理委員会
    - 公安委員会
      - 警察本部

## 地方の出先機関
- 横須賀三浦地域県政総合センター - 所管は横須賀市、鎌倉市、逗子市、三浦市、葉山町。主たる庁舎は横須賀合同庁舎。
- 県央地域県政総合センター - 所管は相模原市、厚木市、大和市、海老名市、座間市、綾瀬市、愛川町、清川村。主たる庁舎は厚木合同庁舎。
- 湘南地域県政総合センター - 所管は平塚市、藤沢市、茅ヶ崎市、秦野市、伊勢原市、寒川町、大磯町、二宮町。主たる庁舎は平塚合同庁舎。
- 県西地域県政総合センター - 所管は小田原市、南足柄市、中井町、大井町、松田町、山北町、開成町、箱根町、真鶴町、湯河原町。主たる庁舎は小田原合同庁舎。平成24年度の組織再編で西湘地域県政総合センターと足柄上地域県政総合センターが合併して発足。
- 保健福祉大学

## 不祥事

### 裏金事件
神奈川県では長年にわたる裏金の慣行が2009年に明るみに出た。いわゆる預け金など、外部の業者への架空発注が主な手口である。

### その他不祥事
- 2019年4月11日 - 県土整備局公共住宅課の男性主事（31歳）が、2019年4月11日午前7時45分ごろ、東急東横線反町駅のエスカレーターで、女子高校生（16歳）のスカート内をスマートフォンで動画撮影した、としている。警戒中の鉄道警察隊員が目撃し、その場で取り押さえた。神奈川警察署は、男性主事を現行犯逮捕。署によると、容疑を認め「この1年で100回ぐらいやった」と供述している[5]。県は14日、男性主事を停職6ヵ月の懲戒処分とした[6]。

## 撮影・ロケ
庁舎は歴史的な建造物のため、しばしば映画やテレビの撮影に利用される。
- 「華麗なる一族」第4回（2007年放映TBSテレビドラマ） - 通商産業省として[7]。